# أليسيا دانا
أليسيا ثروم بريلسفورد دانا (من مواليد 12 فبراير 1969) هي لاعبة بارالمبية أمريكية. لقد تأهلت للمنتخب الوطني لركوب الدراجات البارالمبية بالولايات المتحدة في عام 2001 وتنافست في بطولة العالم لركوب الدراجات لذوي الاحتياجات الخاصة لعام 2002 قبل أن تأخذ استراحة لتربية ابنتها. عادت إلى الرياضة في عام 2011 وتنافست في العديد من المسابقات الدولية بما في ذلك بطولة العالم للدراجات الهوائية لذوي الاحتياجات الخاصة التابعة للاتحاد الدولي للدراجات والألعاب البارالمبية الصيفية.

## بداية حياتها
ولدت دانا في 12 فبراير 1969 في براتلبورو بولاية فيرمونت لوالدين إدموند وفيرونيكا بريلسفورد. أثناء التحاقها بمدرسة بوتني، كانت دانا تتسلق شجرة عندما انكسر الفرع وسقطت، مما أدى إلى كسر ظهرها وإصابة جسدها بالشلل من الخصر إلى الأسفل. في ذلك الوقت، كانت قد بدأت للتو ركوب الدراجات على المستوى الوطني وصنفت بين أفضل راكبي الدراجات والمتزلجين عبر البلاد في الولاية. تنافست دانا مع اثنين من مواطني ركوب الدراجات والعديد من المواطنين الصغار عبر البلاد. بعد تخرجها من مدرسة بوتني، التحقت دانا بكلية مارلبورو وكلية رود أيلاند للتصميم حيث تخصصت في الرسم التوضيحي.
جربت دانا التزلج التكيفي وسباق الكراسي المتحركة قبل شراء دراجة هوائية. في عام 2000، قامت بالدراجة عبر الولايات المتحدة من واشنطن إلى فيرمونت من أجل جمع الأموال لأسباب تتعلق بالإعاقة، وأمضت دانا ومجموعة من راكبي الدراجات الآخرين 10 أسابيع في ركوب الدراجات، بمتوسط 70 ميلاً في اليوم. ومع ذلك، بسبب حرائق الغابات في مونتانا، اضطروا إلى التحويل عن طريقهم الأصلي والتنقل لمسافة 50 ميلاً.

## الحياة المهنية
حضرت دانا تجارب الفريق الوطني للألعاب البارالمبية بالولايات المتحدة في عام 2001 وتأهلت للمنافسة على قائمتهم في بطولة العالم لركوب الدراجات لذوي الاحتياجات الخاصة لعام 2002. بعد المنافسة، قررت أن تأخذ استراحة من الرياضة لتربية ابنتها ويلا في بوتني. امتدت استراحتها بعد الطلاق وسرقة دراجتها اليدوية ووفاة والدها في غضون 10 سنوات.
شجعتها صديقة دانا على المشاركة في ماراثون مدينة بيرلينجتون وبعد فوزها بالمركز الأول في قسمها، اختارت العودة إلى ركوب الدراجات اليدوية بشكل تنافسي.
عندما عادت دانا إلى ألعاب القوى البارالمبية، شاركت في كل من سباقات التزلج وركوب الدراجات اليدوية، وحصلت على ميداليات في كلتا الفئتين. في عام 2011، شاركت دانا في أول مسابقة لسباقات التزلج على الجليد لمواطني الولايات المتحدة في رومفورد، مين، وفازت بميدالية ذهبية وبرونزية. ونتيجة لذلك، تمت دعوتها للمشاركة في كأس العالم البارالمبي لتمثيل الولايات المتحدة. عادت دانا أيضًا إلى ركوب الدراجات اليدوية في عام 2011 وأعادت تأهيلها للمنتخب الوطني للدراجات البارالمبية بالولايات المتحدة في العام التالي. في أول دورة ألعاب بارالمبية صيفية لها في عام 2012، احتلت دانا المركز الخامس في تجربة وقت الطريق. ونتيجة لذلك، تطوعت مرة أخرى للمنتخب الوطني في عام 2013.
في عام 2014، أصبحت دانا أسرع متسابقة دراجات هوائية من فئة اتش3 في العالم بعد فوزها بالميدالية الذهبية في بطولة العالم لركوب الدراجات على الطرق لذوي الاحتياجات الخاصة التابعة للاتحاد الدولي للدراجات، بفوزها على كارين دارك وريناتا كالوزا. في العام التالي، فازت بميداليتين ذهبيتين في تجربة الوقت وسباق الطريق في كأس العالم لركوب الدراجات على الطرق لذوي الاحتياجات الخاصة الاتحاد الدولي للدراجات وميداليتين فضيتين في بطولة العالم لركوب الدراجات على الطرق لذوي الاحتياجات الخاصة. في سباقاتها على الميدالية الذهبية، كانت الرياضية الوحيدة التي تمثل الولايات المتحدة من بين 13 منافسًا آخر في فصلها.
في 3 يناير 2016، كانت دانا من بين 27 رياضيًا اختيروا في الفريق الوطني للدراجات البارالمبية التابع لفريق الولايات المتحدة الأمريكية لدورة الألعاب البارالمبية الصيفية 2016 في ريو. ومن أجل التدرب لهذا الحدث، كانت دانا تمارس التمارين الرياضية ستة أيام في الأسبوع على مدار العام، بما في ذلك في صالة الألعاب الرياضية أو على مدرب ثابت في مرآبها. كما تواصلت مع مدرب منتخبها الوطني ريك بابينغتون في جنوب كاليفورنيا وقامت بالدراجة على الطرق المعبدة لاختبار قدرتها على التحمل. خلال الألعاب، حصلت دانا على أول ميدالية فضية لها في الألعاب البارالمبية حيث احتلت المركز الثاني خلف دارك في فئة اتش1-3 بزمن قدره 12.55 ثانية. شاركت أيضًا في سباق الطريق النسائي اتش1-4 حيث احتلت المركز الرابع.

## الميداليات
بعد الألعاب البارالمبية، حصلت دانا على ميداليتين ذهبيتين للولايات المتحدة في كأس العالم لركوب الدراجات على الطرق لذوي الاحتياجات الخاصة لعام 2019 للاتحاد الدولي للدراجات (UCI) في تجربة الزمن اتش3 للسيدات وسباق الطريق.
فازت أيضًا بأول لقب وطني لها منذ عام 2014 في بطولة العالم لركوب الدراجات على الطرق لذوي الاحتياجات الخاصة لعام 2019 بزمن قدره 34:41.53، أي أسرع بأكثر من 30 ثانية من صاحب المركز الثاني. قبل جائحة كوفيد-19، اختيرت دانا للمنافسة في دورة الألعاب البارالمبية الصيفية 2020، والتي أجلت لاحقًا إلى عام 2021.